# Skeiða- og Gnúpverjahreppur
Skeiða- og Gnúpverjahreppur – gmina w południowo-zachodniej Islandii, rozciągająca się południkowo od lodowca Hofsjökull na północy między rzekami Stóra-Laxá (na prawie całym jej biegu) i Hvítá (część jej dolnego biegu) na zachodzie a górnym i środkowiem biegiem rzeki Þjórsá na wschodzie. Jedna z niewielu gmin Islandii bez dostępu do morza. Wchodzi w skład regionu Suðurland. Gminę zamieszkuje blisko 700 osób (2018), w zdecydowanej większości w południowej części gminy. Jedynie większe osady w gminie to Brautarholt (70 mieszk.) i Árnes (53 mieszk.)

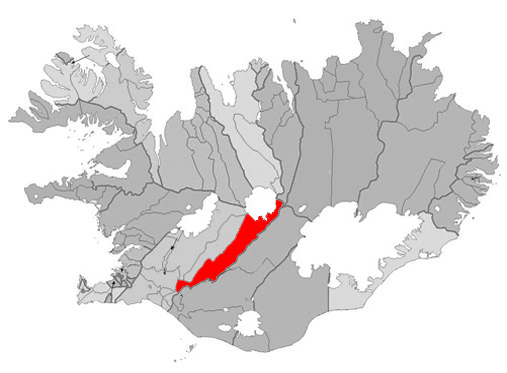
Położenie gminy Skeiða- og Gnúpverjahreppur na mapie administracyjnej kraju

Gmina powstała w 2002 roku z połączenia gmin Gnúpverjahreppur i Skeiðahreppur.
Główne drogi w gminie to droga nr 30 łącząca drogę nr 1 z położoną w sąsiedniej gminie miejscowością Flúðir. Odchodzą od niej drogi nr 31 w kierunku historycznej osady Skálholt oraz  nr 32 biegnąca w kierunku północno-wschodnim doliną rzeki Þjórsá.
Atrakcję turystyczną stanowią ruiny zabudowań z czasów wikingów zwane Stöng. 